# Gota (broderie)
Pour les articles homonymes, voir Göta.
Le gota patti ou broderie gota est un type de broderie indienne originaire du Rajasthan, en Inde,,. Il utilise la technique de l'appliqué. Des petits morceaux de ruban de zari sont appliqués sur le tissu avec les bords cousus pour créer des motifs élaborés. La broderie gota est largement utilisée dans les vêtements de mariage et de cérémonie de l'Asie du Sud.

## Description

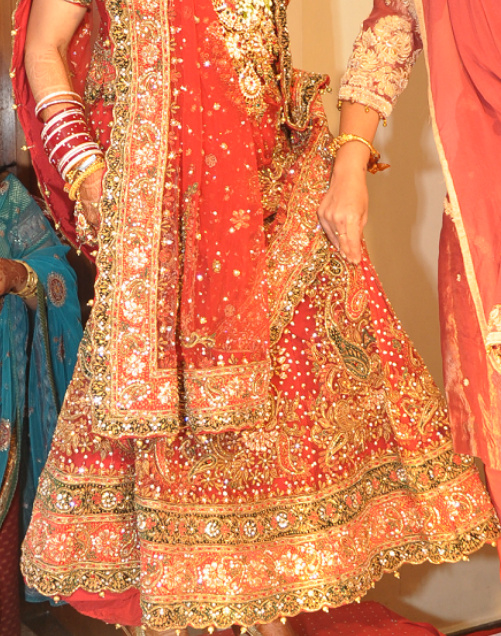
Ghagra de mariée avec broderie gota patti

Le gota est un ruban et une dentelle d'or ou d'argent de Lucknow. Divers autres rubans colorés de différentes largeurs, tissés en satin ou en sergé peuvent également être appelés « gota ». Il est aussi utilisé avec la broderie kinari. Les robes avec de la broderie gota sont utilisées pour des occasions spéciales ou des occasions religieuses. Le gota est confectionné à l’aide d’une technique d’appliqué avec une bande d’or ou d’argent ou divers rubans de couleurs différentes, de différentes largeurs, tressés en satin ou en sergé. Cela implique de placer une étoffe d'or tissée sur des tissus tels que la georgette ou le bandhini pour créer différentes textures de surface.
À l'origine, on utilisait de l'or et de l'argent pour broder des métaux, mais ceux-ci ont finalement été remplacés par du cuivre recouvert d'argent, ce qui en faisait un très coûteux moyen de le fabriquer. De nos jours, des options plus économiques sont disponibles. Le cuivre a été remplacé par un film de polyester qui est ensuite métallisé et revêtu pour répondre aux besoins. On l'appelle gota plastique, celui-ci est très durable car il a une bonne résistance à l'humidité et ne ternit pas contrairement au gota à base de métal.
Le processus est long et prend du temps. La première étape consiste à tracer le motif sur le tissu. Cela se fait en plaçant un calque sur le tissu et en étalant une pâte de poudre de craie dessus. Selon la conception, le gota est coupé et plié en différentes formes. Il est ensuite appliqué en ourlant ou en cousant le tissu sur le tissu.
Les motifs attrayants sont spécifiques à la région et chaque motif a son propre nom distinctif. Les motifs sont généralement inspirés de la nature et peuvent consister en des fleurs, des feuilles et des oiseaux ou des animaux tels que des paons, des perroquets et des éléphants.
Le gota crée un look riche, semble lourd mais reste léger à porter.
Au Rajasthan, les tenues avec de la broderie gota sont portées lors de manifestations propices. Il est généralement pratiqué sur les dupattas, les bords de turban et les ghagras.